# Marcgravia eichleriana
Marcgravia eichleriana är en tvåhjärtbladig växtart som beskrevs av Max Carl Ludwig Wittmack. Marcgravia eichleriana ingår i släktet Marcgravia och familjen Marcgraviaceae. Inga underarter finns listade i Catalogue of Life.